# Promet Nikaragve
Promet Nikaragve je slabo razvijen, unatoč dobrom prometno-zemljopisnom položaju. Najznačajnija prometnica koja prolazi kroz Nikaragvu je Međuamerički autoput. Nikaragva je najsiromašnija zemlja Latinske Amerike te je takvo društveno-ekonomsko stanje glavni uzrok nedovoljne razvijenosti prometa u ovoj zemlji.

## Prometi

### Cestovni promet
Ukupna dužina svih puteva u Nikaragvi je 2012. godine iznosila 23.897 km. Od toga 3.282 km čine asfaltirani putevi (11%), dok neasfaltirani putovi čine ostatak od 20.615. Svega petina puteva se nalazi u dobrom ili prosječnom stanju, a ostatak je niže kvalitete. Najznačajniji međunarodni put u Nikaragvi je Međuamerički autoput. Ova prometnica povezuje američko-meksičku granicu s glavnim gradom Paname.

### Željeznički promet
Prva pruga u Nikaragvi krenula je s radom 10. ožujka 1882. godine, a povezivala je Corinto i Chinadegau. Ukupna dužina ove pruge je iznosila 192 km. Druge značajne pruge su bile Leon–El Sauce (72 km), Masaya-Diriamba (43,5 km), San Jorge-San Juan del Sur (31 km) i Chinandega-Puerto Morazán (31 km). Ukupna dužina svih pruga je iznosila 382,5 km. Od 1994. godine Nikaragva nema nijednu funkcionalnu željezničku prugu.

### Vodeni promet
Ukupna dužina plovnih puteva u ovoj državi je 2.220 km, po čemu Nikaragva zauzima 40. mjesto u svijetu. Gustoća mreže plovnih putova iznosi 1,68 km plovnog puta na 100 km² područja. Znatan promet se obavlja i na jezeru Nikaragva, a po svom značaju se ističu se tri brodske linije. 

### Zračni promet
Na području Nikaragve postoje 147 zračnih luka. Međutim, svega 12 zračnih luka ima asfaltirane piste. Ostatak od 135 aerodroma predstavljaju aerodromi s neasfaltiranim pistama. Jedina međunarodna zračna luka u Nikaragvi se nalazi u Managii i naziva se "Augusto C. Sandino". 